# Temecula
Temecula és una població dels Estats Units a l'estat de Califòrnia. Segons el cens del 2010 tenia 105.029 habitants.

## Demografia
Segons el cens del 2000, Temecula tenia 57.716 habitants, 18.293 habitatges, i 15.164 famílies. La densitat de població era de 848,6 habitants/km².
Dels 18.293 habitatges en un 52,4% hi vivien nens de menys de 18 anys, en un 68,8% hi vivien parelles casades, en un 10% dones solteres, i en un 17,1% no eren unitats familiars. En el 12,6% dels habitatges hi vivien persones soles el 3,5% de les quals corresponia a persones de 65 anys o més que vivien soles. El nombre mitjà de persones vivint en cada habitatge era de 3,15 i el nombre mitjà de persones que vivien en cada família era de 3,45.
Per edats la població es repartia de la següent manera: un 34,7% tenia menys de 18 anys, un 7,8% entre 18 i 24, un 33,3% entre 25 i 44, un 17,2% de 45 a 60 i un 7,1% 65 anys o més.
L'edat mediana era de 31 anys. Per cada 100 dones de 18 o més anys hi havia 94,2 homes.
Entorn del 5,6% de les famílies i el 6,7% de la població estaven per davall del llindar de pobresa.

## Poblacions més properes
El següent diagrama mostra les poblacions més properes.